# Chính đảng bao quát
Chính đảng bao quát (tiếng Anh: catch-all party, n.đ. 'đảng "bắt hết"' hay big-tent party, 'đảng "lều to" ') là một thuật ngữ chính trị, một loại hiện tượng trong đó một chính đảng hoặc liên minh chính đảng mưu tính dung hợp các quan điểm chính trị khác nhau, đồng thời tiếp nhận những chủ trương và lý niệm của cánh tả và cánh hữu, từ đó thu hút nhiều cử tri.
Trong nội bộ chính đảng hoặc liên minh chính đảng thực hành chính sách bao quát, có nhiều đảng phái chính trị nắm giữ quan điểm hoặc ý thức hệ khác nhau thậm chí hoàn toàn tương phản, nhưng mà những đảng phái này có khả năng có chung nhận thức trong một vấn đề nào đó, thí dụ như đảng Tự do Canada cùng chung quan niệm chính trị về việc phản đối Québec độc lập.
Sau chiến tranh Lạnh, Liên Xô tan rã, Đông Âu chuyển hoá mãnh liệt, cuộc đấu tranh ý thức hệ trong phạm vi cộng đồng quốc tế không còn sôi nổi, chính đảng các nước vì mục đích tranh đoạt tối đa phiếu bầu của cử tri, nên bắt đầu phai nhạt màu sắc ý thức hệ của chính đảng, thúc đẩy cương lĩnh tranh cử một cách ôn hoà, đi theo đường lối trung dung, màu sắc ý thức hệ và sự khác biệt chính sách giữa các chính đảng càng ngày càng mờ nhạt.
Các chính đảng vào thế kỉ XIX thường hình thành từ những nguyện vọng cụ thể, đồng thời vì lợi ích cụ thể mà hoạt động, chẳng hạn như giữa thành thị và nông thôn. Sau khi nông dân và công nhân giành được quyền phổ thông đầu phiếu, chính đảng đại diện cho giai cấp của họ bắt đầu hình thành, xung đột lợi ích gia tăng dữ dội.
Mặt khác, trong nền dân chủ đại chúng, các chính sách không nên chỉ dựa vào một nhóm người đặc biệt lấy làm cơ sở ủng hộ, mà hãy tập trung vào việc giành lấy lợi ích chung cho mọi công dân, đồng thời cân đối hài hoà theo hoàn cảnh của từng cá nhân. Bằng cách này, ý tưởng nhận được sự ủng hộ của tất cả công dân đã ra đời. Ngoài ra, mục đích của nó không chỉ là "giành được sự ủng hộ của nhóm người rộng khắp, vượt qua cơ sở ủng hộ có quy định đặc biệt", lại còn là một chính đảng nhận được sự ủng hộ của mọi giai cấp, bất luận ý thức hệ cánh tả hay cánh hữu. Đây là một phương thức tư duy phù hợp chế độ một đảng hơn là chế độ đa đảng, không thể nói có đảng nhất định có dân chủ. Chính đảng bao quát bao gồm các phe nhóm, bè cánh bên trong chính đảng. Mặc dù tương tự với chính đảng quốc dân, nhưng chính đảng quốc dân dựa trên tiền đề là chế độ đa đảng và thay đổi chính quyền, chính đảng bao quát rất ít khả năng thay đổi chính quyền do tính bao quát của nó, dễ có dư địa cho sự thành lập của chế độ một đảng chuyên chính.

## Ví dụ

### Hoa Kỳ
Ở Hoa Kỳ, bên trong hai chính đảng lớn đều có tồn tại ý thức hệ chính trị khác nhau, thì dụ Hoa Kỳ ngày nay, đảng Cộng hoà mặc dù do phe bảo thủ thống trị, nhưng nội bộ đảng có không ít nghị sĩ thuộc các phe phái như phe trung gian ôn hoà, phe bảo thủ kinh tế và phe tự do xã hội, các đảng viên Cộng hoà phe tự do kinh tế đồng thời là phe tự do xã hội vẫn có sức ảnh hưởng nhất định ở đông bắc Hoa Kỳ. Đồng dạng, đảng Dân chủ mặc dù do phe tiến bộ và phe tự do xã hội thống trị, nhưng phe ôn hoà và phe bảo thủ vẫn có tỉ lệ nhất định bên trong đảng.

### Venezuela
Ở Venezuela, ý thức hệ của mỗi chính đảng phe đối lập thực hành thì khác hẳn, không giống bất kì đảng nào, thí dụ đảng Hành động dân chủ thuộc trung gian thiên tả và đảng Chính nghĩa đệ nhất thuộc trung gian thiên hữu đều phản đối đảng cầm quyền đảng Xã hội chủ nghĩa thống nhất Venezuela, do đó đã cùng nhau tổ chức và thành lập liên minh chính đảng Hội nghị bàn tròn Đoàn kết Dân chủ.

### Ý
Phong trào Ngũ Tinh thành lập năm 2009 tại Ý bởi vì cao trào phản đối chính sách thắt lưng buộc bụng, cho nên đã giành được sự ủng hộ của không ít cử tri trẻ tuổi và người Ý phản đối chính sách thắt lưng buộc bụng, lại còn giành thắng lợi lớn trong cuộc bầu cử quốc hội Ý năm 2013, trở thành đảng lớn thứ hai trong hạ viện về số phiếu bầu, vượt qua đảng Dân chủ Ý - đảng giành được số ghế ngoài mức quy định dựa vào cơ chế đại diện tỉ lệ trong danh sách của hệ thống bầu cử Ý, nhưng đảng này từ chối hợp tác với bất kì liên minh chính đảng nào trong nước, bao gồm bác bỏ kiến nghị của đảng Dân chủ yêu cầu tổ chức và xây dựng chính phủ liên hiệp.
Tuy nhiên, bản thân phong trào Ngũ Tinh (M5S) không tự nhận là chính đảng thuộc về phe tả hay phe hữu, nhưng lại kết minh với nhiều chính đảng dân tuý chủ nghĩa cánh hữu ở nước khác, đồng thời kết minh và hợp thành đảng đoàn với đảng Độc lập Anh Quốc vốn có chủ trương rút khỏi Liên minh châu Âu.

## Ví dụ khác
- Nhật Bản：đảng Dân chủ Tự do[2][3][4], đảng Dân chủ[5]
- Argentina：đảng Chính nghĩa
- Áo：đảng Nhân dân Áo[6]
- Ý：đảng Nhân dân Nam Tyrol[7][8]
- Campuchia：đảng Nhân dân Campuchia[9][10][11]
- Singapore：đảng Hành động Nhân dân
- Đức：Liên minh Dân chủ Kitô giáo Đức,[12] đảng Dân chủ Xã hội Đức, đảng Dân chủ Tự do
- Brasil：Phong trào Dân chủ Brazil[13]
- México：đảng Cách mạng Chế độ
- Iran：Mặt trận Tham dự Iran Hồi giáo[14]
- Israel：đảng Joint List
- Pháp：đảng Cộng hoà Tiến lên[15][16]
- Nga：đảng nước Nga Thống nhất[17]
- Úc：Công đảng Úc
- Bồ Đào Nha：đảng Dân chủ Xã hội[18][19]
- Anh Quốc：đảng Bảo thủ, Công đảng Anh, đảng Dân chủ Tự do
- Canada：đảng Bảo thủ Canada, đảng Tự do Canada
- Azerbaijan：đảng Tân Azerbaijan
- Ireland：đảng Cộng hoà,[20][21] đảng Thống nhất Ireland
- Indonesia：đảng Golongan Karya
- Hàn Quốc：đảng Dân chủ Cộng đồng, Lực lượng Quốc dân
- Trung Hoa Dân Quốc (Đài Loan)：đảng Quốc dân Trung Quốc, đảng Dân chủ Tiến bộ
- Ấn Độ：đảng Đại hội Quốc dân Ấn Độ, đảng Nhân dân Ấn Độ